# Release Me (Agnes)
Release Me è un singolo della cantante svedese Agnes, pubblicato il 24 novembre 2008 come primo estratto dal terzo album in studio Dance Love Pop.

## Descrizione
La canzone fu pubblicata in Svezia come download digitale il 24 novembre 2008 e sebbene sia entrata al sessantesimo posto della classifica svedese grazie alle vendite digitali, in breve tempo riuscì a raggiungere la nona posizione.
Il debutto internazionale è invece del 27 febbraio 2009, quando la canzone raggiunge la trentanovesima posizione nella classifica danese, per poi raggiungere la sesta, arrivando a vendere più di 15 000 copie guadagnandosi il disco d'oro.
Nel marzo 2009 viene trasmessa anche dalle stazioni radio inglesi che attraverso una frequente trasmissione fanno sì che la canzone debutti alla terza posizione il 31 maggio 2009 nella classifica dei singoli più venduti nel Regno Unito, mentre in Irlanda raggiunge la sedicesima posizione.

## Video musicale

### Versione europea
Il video musicale del brano, diretto da Anders Rune (che ha realizzato anche il video per il singolo On and On), è stato presentato in anteprima il 28 novembre 2008, lo stesso giorno in cui la canzone è stata messa in vendita in Svezia. 
Le parti principali della clip riprendono la cantante camminare per le strade notturne di Stoccolma, mentre altre sequenze mostrano persone che ballano in vari luoghi e Agnes che canta davanti a un muro arancione.

### Versione statunitense
Per il mercato statunitense fu girato un nuovo video a Long Beach, Los Angeles, stavolta diretto da Brett Marx. In questa seconda clip la cantante, che inizialmente è in piedi nello studio di registrazione del brano (dove per qualche secondo si sente la versione a cappella della canzone), si precipita fuori dalla porta e, insieme ai suoi amici, cammina verso un club. L'impostazione e la struttura del video sono simili a quelle del video originale e la maggior parte di esso si svolge in un locale dove si balla.

## Tracce
Digital Download (Belgio)
(9 marzo 2009)
1. Release Me [Radio Edit] — 3:41
2. Release Me [DJ Rebel remix] — 7:16
3. Release Me [Nils Van Zandt Remix] — 7:35
4. Release Me [Robert Abigail remix] — 3:38

CD-single/Maxi-single (Europa)
(9 marzo 2009)
1. Release Me [Radio Edit] — 3:41
2. Release Me [DJ Rebel remix] — 7:16
3. Release Me [Nils Van Zandt Remix] — 7:35
4. Release Me [Robert Abigail remix] — 3:38

CD-single/Maxi-single (Paesi Bassi)
(22 maggio 2009)
1. Release Me [Radio Edit] — 3:41
2. Release Me [Album Version] — 4:15
3. Release Me [Nils Van Zandt Remix] — 4:30
4. Release Me [La rush Clubmix] — 6:35
5. Release Me [Music Video] — 3:38

Digital Download (Francia)
(27 maggio 2009)
1. Release Me [Radio Edit] — 3:41
2. Réalise (Release Me) [Radio Edit] — 3:06

Digital Download (iTunes Regno Unito)
(24 maggio 2009)
1. Release Me [UK Radio Edit] — 3:06
2. Release Me [Cahill Radio Edit] — 3:11
3. Release Me [Extended Mix] — 6:02
4. Release Me [Cahill Club Edit] — 6:51
5. Release Me [Moto Blanco Mix] — 7:53
6. Release Me [Frisco mix] — 7:37
7. Release Me [Acoustic Version] — 3:48

Digital Download (Regno Unito)
(25 maggio 2009)
1. Release Me [UK Radio Edit] — 3:06
2. Release Me [Cahill Radio Edit] — 3:11
3. Release Me [Extended Mix] — 6:02
4. Release Me [Cahill Club Edit] — 6:51
5. Release Me [Moto Blanco Mix] — 7:53

CD Single (Regno Unito)
(15 giugno 2009)
1. Release Me [UK Radio Edit] — 3:06
2. Release Me [Cahill Radio Edit] — 3:11
3. Release Me [Extended Mix] — 6:02

## Classifiche

### Classifiche settimanali
| Classifica (2009-10) | Posizione massima |
| -------------------- | ----------------- |
| Australia            | 26                |
| Austria              | 8                 |
| Belgio (Fiandre)     | 7                 |
| Belgio (Vallonia)    | 6                 |
| Bulgaria             | 2                 |
| Danimarca            | 6                 |
| Europa               | 6                 |
| Francia              | 7                 |
| Germania             | 5                 |
| Irlanda              | 10                |
| Italia               | 9                 |
| Norvegia             | 6                 |
| Paesi Bassi          | 7                 |
| Regno Unito          | 3                 |
| Spagna               | 26                |
| Stati Uniti (dance)  | 1                 |
| Svezia               | 9                 |
| Svizzera             | 5                 |
| Ungheria             | 30                |

### Classifiche di fine anno
| Classifica (2009)   | Posizione |
| ------------------- | --------- |
| Austria             | 46        |
| Belgio (Fiandre)    | 26        |
| Belgio (Vallonia)   | 31        |
| Europa              | 28        |
| Francia             | 29        |
| Germania            | 37        |
| Italia              | 46        |
| Regno Unito         | 35        |
| Stati Uniti (dance) | 14        |
| Svezia              | 41        |
| Svizzera            | 32        |
| Ungheria            | 115       |
| Classifica (2010)   | Posizione |
| Europa              | 89        |

## Date di pubblicazione
| Stato       | Data             | Formati          |
| ----------- | ---------------- | ---------------- |
| Svezia      | 24 novembre 2008 | Digital download |
| Danimarca   | 26 gennaio 2009  | Digital download |
| Regno Unito | 20 febbraio 2009 | Radio single     |
| Regno Unito | 25 maggio 2009   | Digital download |
| Regno Unito | 15 giugno 2009   | CD-single        |
| Francia     | 27 maggio 2009   | Digital download |
| Francia     | maggio 2009      | Radio single     |
| Francia     | 20 luglio 2009   | CD/Maxi-single   |
| Belgio      | 9 marzo 2009     | Digital download |
| Belgio      | 14 marzo 2009    | CD/Maxi-single   |
| Paesi Bassi | 15 maggio 2009   | Digital download |
| Paesi Bassi | 22 maggio 2009   | CD/Maxi-single   |
| Australia   | giugno 2009      | Radio Single     |
| Australia   | 10 luglio 2009   | Digital Download |
| Germania    | 31 luglio 2009   | CD Single        |